# 千足富郷
千足 富郷（ちあし とみさと、1880年（明治13年）3月24日あるいは9月24日 - 没年不明）は、日本の商人（材木商）、兵庫県多額納税者。族籍は兵庫県平民。

## 経歴
兵庫県西宮市出身。千足甚左衛門の長男。1909年、家督を相続した。材木商を営んだ。

## 人物
千足富郷について、『商工資産信用録 第29回』には「職業・材木、調査年月・1927年6月、正身身代・G、信用程度・Aa」とある。
『商工資産信用録 第34回 近畿版』には「職業・材木、調査年月・1932年8月、正身身代・J、信用程度・A」とある。
貴族院多額納税者議員選挙の互選資格を有した。趣味は囲碁。宗教は真宗。住所は兵庫県西宮市久保町。

## 家族・親族
千足家
- 父・甚左衛門（1847年 - ?、材木商、資産家、恵美酒銀行専務取締役）[3]
- 母・いつ（1855年 - ?、祖父甚左衛門の長女）[6]
- 妻・フサ（1880年 - ?、兵庫、馬立與三郎の妹）[3][4][6]
- 男・貞郷（1913年 - ?）[4]
- 男（1915年 - ?）[4]